# Timothy van der Meulen
Timothy van der Meulen (* 2. März 1990 in Amsterdam) ist ein niederländischer Fußballspieler, der seit dem 1. Juli 2018 vereinslos ist.

## Karriere

### Vereine
Van der Meulen wurde 1990 in Amsterdam geboren und begann im Alter von sieben Jahren beim SV CTO'70 aus dem Amsterdamer Vorort Duivendrecht mit dem Fußballspielen. Es folgten einige Jahre bei den Vereinen SV Almere und FC Omniworld in der Nachbarstadt Almere, bevor er 2006 zurück nach Amsterdam und in die renommierte Jugendabteilung des AFC Ajax wechselte. Ab 2008 gehörte er dem Team Jong Ajax, der zweiten Mannschaft von Ajax Amsterdam, an. 
Anfang 2010 wechselte van der Meulen auf Leihbasis zum niederländischen Zweitligisten HFC Haarlem, um Spielpraxis zu sammeln. Am 22. Januar 2010 debütierte er gegen Excelsior Rotterdam in der Jupiler League. Der Verein meldete kurz darauf Insolvenz an und wurde aufgelöst. Nach nur einer Partie kehrte van der Meulen daraufhin wieder zurück nach Amsterdam. Im Februar 2011 wechselte er zum schottischen Erstligisten Dundee United. Dort absolvierte er sechs Spiele in der Premier League, das erste am 19. Februar 2011 gegen Heart of Midlothian, und einen weiteren Einsatz in den Play-offs. Nach seinem Vertragsende im Sommer 2011 trainierte er zur Probe beim Erstligisten Roda JC Kerkrade mit.
Zur Saison 2011/12 wechselte er zum FC Bayern München, für deren zweite Mannschaft er unter Trainer Andries Jonker in der Regionalliga Süd aktiv war. Sein Debüt gab er am 8. August 2011 (1. Spieltag) beim 2:2-Unentschieden im Auswärtsspiel gegen den 1. FC Nürnberg II. Sein erstes Tor für die Bayern erzielte er am 27. August 2011 (4. Spieltag) beim 2:1-Sieg im Auswärtsspiel gegen den SV Waldhof Mannheim mit dem Treffer zum 1:1 in der 77. Minute. 
Nach Saisonende wechselte er zum niederländischen Zweitligisten De Graafschap, für den er bis Januar 2014 30 Punktspiele bestritt. Danach war er eine Spielzeit lang für den Amateurverein VV Sparta Nijkerk in 28 Punktspielen aktiv, bevor er im November 2015 einen Vertrag beim Zweitligisten Almere City FC erhielt. Nach nur einer Spielzeit und einem halben Jahr ohne Verein verpflichtete ihn der viertklassige Regionalligist FC 08 Homburg und stattete ihn mit einem bis Saisonende gültigen Vertrag aus. Sein Debüt gab er am 11. März 2017 (28. Spieltag) bei der 0:2-Niederlage im Auswärtsspiel gegen den TSV Steinbach. Am Saisonende verließ er den Verein. Van der Meulen kehrte in seine niederländische Heimat zurück und schloss sich dem Drittligisten FC Lisse an, der am Saisonende in die viertklassige Derde Divisie Zaterdag abstieg.

### Nationalmannschaft
Van der Meulen bestritt neun Länderspiele und erzielte ein Tor für die niederländische U-17-Nationalmannschaft. Er nahm mit ihr an der vom 2. bis 13. Mai 2007 in Belgien ausgetragenen Europameisterschaft 2007 teil, kam in den drei Gruppenspielen gegen die Auswahlen Belgiens, Islands und Englands, und im Spiel um Platz 5, das gegen die Auswahl Deutschlands mit 2:3 verloren wurde,  zum Einsatz. Für die U-18-Nationalmannschaft bestritt er 2007 drei Länderspiele.